# Catània (dolç)
|  | Aquest article tracta sobre la llaminadura. Vegeu-ne altres significats a «Catània». |

Les Catànies (en singular: catània) són un dolç sec típic de Vilafranca del Penedès (Alt Penedès), elaborat amb ametlles marcones senceres, torrades i caramel·litzades, recobertes de pasta d'ametlla, avellana i llet i després recobert d'una fina capa de xocolata negra o cacau i sucre refinat. Les catànies foren inventades pel xocolater vilafranquí Joan Trens i Ribas.
Posteriorment Bombons Cudié S.A, en va adquirir els drets i és l'única empresa que pot fabricar bombons sota la denominació "Catànies".

## Origen i nom
El xocolater Joan Trens experimentava sovint amb nous productes. Les catànies les va crear durant la dècada de 1930, just abans de la Guerra Civil, fetes amb ametlla encaramel·lada coberta de xocolata. Segons contaren les seves filles, l'invent havia resultat després que unes ametlles no prou garrapinyades les va reaprofitar cobrint-les de pasta de xocolata. Pensant en el mercat barceloní, Trens va començar a comercialitzar-les sota els noms de Crocrem o de Nuts, però el públic les va batejar com a «catànies» prenent de referència el renom popular que tenia aquella coneguda família vilafranquina.

## Elaboració
La seva elaboració bàsica és molt curosa: per començar, cal pelar i torrar lleument les ametlles, i després d'aquest procés seleccionar-ne només aquelles que hagin quedat senceres. Les que queden es caramel·litzen amb sucre però poca estona, ja que no s'ha d'arribar al punt de garrapinya. Tot seguit es banyen amb la pasta blanca de cacau, el principal identificatiu d'aquest dolç d'ametlla, que està feta d'ametlles, avellanes i cacau (la recepta, però, és diversa segons el grau de complexitat). Finalment es recobreixen amb pols de xocolata negra.
A partir de la mida de l'ametlla es pot optar per fer les catànies més o menys grosses, depenent de si es venen en bossetes o com a bombons.

## Consum
En general el consum de catànies tendeix a tres usos: Com a berenar, es pot menjar amb una llesca de pa com a simple substitut de la tradicional presa de xocolata. En les darreres dècades, molts restaurants del Penedès han fet de les catànies l'ingredient principal de diverses postres del seu menú. Però el gran èxit han estat les capsetes o bossetes d'obsequi per tal de consumir-les com una llepolia a tall de bombó. És habitual consumir-les acompanyades amb alguna beguda alcohòlica: un vi dolç tardà, un vi de gel, o algun licor (tradicionalment la malvasia de Sitges, però el rom també és una opció).